# Aeroportul Internațional Luang Prabang
Aeroportul Internațional Luang Prabang (IATA: LPQ, ICAO: VLLB) este un aeroport din Luang Prabang Province⁠(d), Laos ce deservește zona Luang Prabang. A fost numit după zona deservită.
Situat la o altitudine de 291 m, aeroportul dispune de 1 pistă.

## Infrastructură

### Piste
Aeroportul dispune de o singură pistă. Pista 06/24 are suprafața de asfalt și dimensiunile 2.200 m × . 